# Richard Hurd
Pour les articles homonymes, voir Hurd.
Richard Hurd est un écrivain et ecclésiastique britannique né le 13 janvier 1720 à Penkridge et mort le 28 mai 1808 au château de Hartlebury.

## Biographie
Érudit, c'est un critique loué par Gibbon et un auteur dont les publications comprenaient de nombreux sermons, pamphlets et éditions du travail de Horace. Ses lettres sur la chevalerie et la romance (1762) marquent le début du mouvement romantique en Angleterre.
Hurd devint archidiacre de Gloucester en 1767 et évêque de Lichfield et Coventry de 1775 à 1781. Il était un favori de la famille royale et un allié du roi sur le banc épiscopal. En 1776, il fut nommé précepteur, responsable de l’éducation des deux fils aînés du roi, le prince de Galles et le duc d’York. 
Après sa nomination en tant qu'évêque de Worcester et greffier du cabinet en 1781, la famille royale lui rendit visite au château de Hartlebury et au Bishop's Palace de Worcester en août 1788. Hurd refusa l'offre du roi concernant l'archevêché de Canterbury en 1790, "une charge qui ne convient pas à son caractère et à ses talents".
En cas d’invasion française après la reprise de la guerre en 1803, c’est au palais de l’évêque que le roi envisage d’envoyer sa famille.